# تأثير الفئة النقدية
تأثير الفئة النقدية (بالإنجليزية: Denomination effect)‏، هو انحياز معرفي مُتعلق بالنقد. هو ما يحصل معك عندما تسعى لأن لا تقوم بصرف ورقة نقدية من فئة 50 ديناراً مثلاً، لأنك إن فعلت ذلك فإن الخمسين ديناراً تتبخر من محفظتك بكل بساطة. تساهلك في إنفاق مبلغ من المال على شكل فئات صغيرة أكثر من لو كانت من فئات كبيرة هو أحد أنواع التحيّز المعرفي.